# 混搭 (音樂)
混搭（英語：mashup，或）在音樂中是一種創作手法，將一首以上的舊有音樂或歌曲重新組合，形成一首新歌曲中的一部份。這種創作手法通常是將一首歌的音軌，重疊到另一首新創作的歌曲中，讓這兩首歌融合在一起，形成新風格。這種作法可能會有侵犯原有歌曲著作權的可能，但是各國法律中通常也允許合理使用。

## 歷史
在民謠、爵士樂與具体音乐中，就已經開始應用相關手法來創作。hip hop，龐克音樂中的DIY ethic也存在類似手法。